# 백지원 (배우)
백지원(1973년 4월 30일 ~ )은 대한민국의 배우이다.

## 생애
1973년 4월 30일 충청남도 홍성군 광천읍에서 출생한 그는 1996년 연극 《떠벌이 우리 아버지 암에 걸리셨네》를 통해 배우로 데뷔하였다.
대표 작품 중에 영화로는 2013년 《몽타주》, 2014년 《한공주》 등이 있고 드라마로는 2014년 JTBC 《밀회》, 2015년 SBS 《풍문으로 들었소》, 2018년 SBS 《훈남정음》, 2019년 SBS 《열혈사제》, 2020년 KBS 2TV 《한 번 다녀왔습니다》, 2021년 KBS 2TV 《대박부동산》, 2022년 ENA 《이상한 변호사 우영우》 등이 있다.

## 학력
- 1989년 ~ 1992년 이화여자고등학교 (졸업)
- 1992년 ~ 1996년 경희대학교 원예학과 (졸업)

## 경력
- 1996년 ~ 2004년 극단 연우무대 단원

## 출연 작품

### 영화
| 연도 | 제목                           | 역할             | 감독                                      | 비고 |
| ---- | ------------------------------ | ---------------- | ----------------------------------------- | ---- |
| 2003 | 《여섯 개의 시선》 (독립 영화) | 부녀 보호소 직원 | 임순례 정재은 여균동 박진표 박광수 박찬욱 |      |
| 2003 | 《미소의 유일성》 (단편 영화)  |                  | 이수용                                    |      |
| 2005 | 《아주 특별한 외출》           |                  | 김신혜                                    |      |
| 2006 | 《사랑할 때 이야기하는 것들》  | 심인숙           | 변승욱                                    |      |
| 2011 | 《체포왕》                     | 한울재단 복지사  | 임찬익                                    |      |
| 2013 | 《몽타주》                     | 여형사           | 정근섭                                    |      |
| 2014 | 《한공주》                     | 수간호사         | 이수진                                    |      |
| 2017 | 《시인의 사랑》                | 턱주가리         | 김양희                                    |      |
| 2018 | 《환절기》                     | 숙정             | 이동은                                    |      |
| 2019 | 《니나 내나》                  | 미정의 선배      | 이동은                                    |      |
| 2022 | 《탄생》                       | 고우르술라       | 박흥식                                    |      |
| 2023 | 《드림》                       | 선자             | 이병헌                                    |      |

### 드라마
- 2012년 JTBC 수목 미니시리즈 《아내의 자격》
- 2014년 JTBC 월화 미니시리즈 《밀회》 ... 왕정희 역
- 2015년 SBS 주말 미니시리즈 《떴다! 패밀리》 ... 최달자 역
- 2015년 SBS 월화 특별기획 드라마 《풍문으로 들었소》 ... 유신영 역
- 2015년 SBS 주말 특별기획 드라마 《애인 있어요》 ... 최진리 역
- 2016년 MBC 수목 미니시리즈 《운빨로맨스》
- 2016년 KBS2 월화 미니시리즈 《뷰티풀 마인드》
- 2016년 MBC 월화 미니시리즈 《캐리어를 끄는 여자》
- 2017년 SBS 월화 미니시리즈 《피고인》 ... 서은혜의 이모 역
- 2017년 KBS2 월화 미니시리즈 《쌈 마이웨이》 ... 담임 선생님
- 2017년 SBS 드라마 스페셜 《다시 만난 세계》 ... 집 주인 역
- 2017년 KBS2 주말연속극 《황금빛 내 인생》 ... 조순옥 역 (특별출연)
- 2017년 KBS2 수목 미니시리즈 《매드 독》 ... 오서라 역
- 2018년 tvN 주말 미니시리즈 《무법 변호사》
- 2018년 tvN 월화 미니시리즈 《멈추고 싶은 순간 : 어바웃 타임》
- 2018년 SBS 드라마 스페셜 《훈남정음》 ... 봉선화 역
- 2018년 SBS 드라마 스페셜 《친애하는 판사님께》 ... 차홍란 역
- 2018년 tvN 수목 미니시리즈 《남자친구》 ... 주연자 역
- 2019년 SBS 금토 미니시리즈 《열혈사제》 ... 김인경 역
- 2019년 OCN 7부작 주말 미니시리즈 《트랩》 ... 조 여사 역
- 2019년 KBS2 월화 미니시리즈 《국민 여러분!》 ... 박진희 역 (특별출연)
- 2019년 JTBC 금토 미니시리즈 《멜로가 체질》 ... 정혜정 역
- 2019년 SBS 2부작 특집 드라마 《17세의 조건》 ... 백지원 역
- 2019년 tvN 수목 미니시리즈 《청일전자 미쓰리》 ... 최영자 역
- 2019년 KBS2 단막극 《KBS 드라마 스페셜 - 사교-땐스의 이해》 ... 토니 역
- 2020년 OCN 주말 미니시리즈 《본 대로 말하라》 ... 김나희 역
- 2020년 KBS2 주말연속극 《한 번 다녀왔습니다》 ... 장옥자 역
- 2020년 KBS2 8부작 월화 미니시리즈 《계약우정》 ... 오정희 역
- 2020년 JTBC 12부작 수목 미니시리즈 《쌍갑포차》 ... 안동댁 역 (특별출연)
- 2020년 SBS 월화 미니시리즈 《브람스를 좋아하세요?》 ... 이수경 역
- 2020년 tvN 월화 미니시리즈 《낮과 밤》 ... 이택조 역
- 2021년 JTBC 단막극 《JTBC 드라마페스타 - 아이를 찾습니다》 ... 연정 역
- 2021년 KBS2 수목 미니시리즈 《대박부동산》 ... 이은혜 역
- 2021년 카카오 TV 웹 드라마 《이 구역의 미친 X》 ... 김인자 역
- 2021년 SBS 월화 미니시리즈 《라켓소년단》 ... 신송희 여사 역
- 2021년 tvN 수목 미니시리즈 《더 로드: 1의 비극》 ... 권여진 역
- 2021년 tvN 월화 미니시리즈 《하이클래스》 ... 유학원 실장 역 (특별출연)
- 2021년 KBS2 단막극 《KBS 드라마 스페셜 - 통증의 풍경》 ... 윤광숙 역
- 2021년 tvN 수목 미니시리즈 《멜랑꼴리아》 ... 민희승 역
- 2021년 JTBC 수목 미니시리즈 《공작도시》 ... 권민선 역 (특별출연)
- 2021년 ~ 2022년 JTBC 주말 미니시리즈 《설강화 : snowdrop》 ... 최미혜 역
- 2022년 쿠팡플레이 오리지널 시리즈 《안나》 ... 큰 이사 역
- 2022년 ENA 수목 미니시리즈 《이상한 변호사 우영우》 ... 한선영 역
- 2022년 카카오TV 월,화,수 12부작 미니시리즈 《어쩌다 전원일기》 ... 장세련 역
- 2022년 SBS 월화 미니시리즈 《치얼업》 ... 황진희 역
- 2022년 SBS 월화 미니시리즈 《트롤리》 ... 책 수선 손님 역 (특별출연)
- 2023년 디즈니픓러스 오리지널 시리즈 《레이스》 ... 김희영 역
- 2023년 Wavve 8부작 오리지널 시리즈 《거래》 ... 민우 엄마 역
- 2024년 NETFILX 10부작 오리지널 시리즈 《닭강정》 ... 순심 역 (우정출연)
- 2024년 NETFILX 12부작 오리지널 시리즈 《종말의 바보》 ... 오계향 역
- 2024년 SBS 금토 미니시리즈 《커넥션》 ... 윤 사장 역
- 2024년 쿠팡플레이 10부작 오리지널 시리즈 《새벽 2시의 신데렐라》 ... 김희숙 역
- 2024년 SBS 금토 미니시리즈 《열혈사제 2》 ... 김인경 역
- 2024년 tvN 월화 미니시리즈 《가석방심사관 이한신》 ... 최화란 역
- 2025년 KBS2 수목 미니시리즈 《킥킥킥킥》 ... 백지원 역
- 2025년 NETFILX 16부작 오리지널 시리즈 《폭싹 속았수다》 ... 홍경자 역

### 시트콤
| 연도 | 방송사 | 제목              | 역할        | 비고   |
| ---- | ------ | ----------------- | ----------- | ------ |
| 2017 | SBS    | 《초인가족 2017》 | 성교육 강사 | 40부작 |

### 연극
| 연도 | 제목                                 | 역할                  | 기간                  | 장소                    | 비고 |
| ---- | ------------------------------------ | --------------------- | --------------------- | ----------------------- | ---- |
| 1996 | 《떠벌이 우리 아버지 암에 걸리셨네》 |                       | 1996.11.22~1996.12.31 | 연우소극장              |      |
| 1997 | 《새들도 세상을 뜨는구나》           |                       | 1997.09.01~1997.09.28 | 연우소극장              |      |
| 1999 | 《칠수와 만수》                      |                       | 1999.02.05~1999.03.28 | 연우소극장              |      |
| 1999 | 《머리통 상해 사건》                 |                       | 1999.04.03~1999.04.16 | 문예회관 소극장         |      |
| 1999 | 《흉가에 볕들어라》                  |                       | 1999.10.18~1999.11.21 | 동숭아트센터 소극장     |      |
| 2000 | 《살색 안개》                        | 여자                  | 2000.04.07~2000.05.14 | 연우소극장              |      |
| 2000 | 《내 마음의 옥탑방》                 |                       | 2000.12.16~2000.12.20 | 연우소극장              |      |
| 2001 | 《청산에 나빌레라》                  | 기생 2                | 2001.09.15~2001.09.25 | 문예회관 소극장         |      |
| 2002 | 《그때》                             |                       | 2002.11.21~2002.12.22 | 연우소극장              |      |
| 2004 | 《라이어》                           |                       | 2004.03.17~2004.09.05 | 우림청담씨어터          |      |
| 2004 | 《눈 먼 아비에게 길을 묻다》         | 이모                  | 2004.06.04~2004.07.04 | 동숭무대 소극장         |      |
| 2004 | 《연애 얘기 아님》                   | 선희                  | 2004.09.23~2004.09.25 | 연우소극장              |      |
| 2005 | 《눈 먼 아비에게 길을 묻다》         | 이모                  | 2005.05.04~2005.05.22 | 국립중앙극장 별오름극장 |      |
| 2005 | 《배꼽 아래 이상무》                 |                       | 2005.11.16~2005.11.20 | 상명아트홀              |      |
| 2006 | 《내일은 천국에서》                  |                       | 2006.05.11~2006.06.04 | 연우소극장              |      |
| 2007 | 《유쾌한 거래》                      | 정숙                  | 2007.07.12~2007.09.30 | 쇼틱씨어터 1관          |      |
| 2009 | 《눈 먼 아비에게 길을 묻다》         | 이모                  | 2009.09.25~2010.01.24 | 선돌극장                |      |
| 2010 | 《내 심장을 쏴라》                   |                       | 2010.10.07~2010.10.24 | 드라마센터              |      |
| 2011 | 《복사꽃 지면 송화 날리고》          | 고모                  | 2011.05.06~2011.05.08 | 아르코예술극장 소극장   |      |
| 2011 | 《우리동네 굿뉴스》                  |                       | 2011.12.13~2012.01.15 | 선돌극장                |      |
| 2012 | 《니 부모 얼굴이 보고 싶다》         | 김지수 모             | 2012.06.24~2012.07.29 | 세종문화회관 M씨어터    |      |
| 2013 | 《여기가 집이다》                    | 양씨 처               | 2013.06.28~2013.07.21 | 연우소극장              |      |
| 2013 | 《어디가세요 복구씨》                | 박순이                | 2013.11.01~2013.11.17 | 연극실험실 혜화동 1번지 |      |
| 2014 | 《살아있는 이중생 각하》             |                       | 2014.09.12~2014.09.28 | 국립중앙극장 달오름극장 |      |
| 2014 | 《사회의 기둥들》                    | 홀트 부인             | 2014.11.19~2014.11.30 | LG아트센터              |      |
| 2016 | 《비》                               | 캐더린                | 2016.11.11~2016.11.30 | 프로젝트박스 시야       |      |
| 2017 | 《옥상 밭 고추는 왜》                |                       | 2017.10.13~2017.10.29 | 세종문화회관 M씨어터    |      |
| 2018 | 《옥상 밭 고추는 왜》                | 2018.04.12~2018.04.22 |                       | 세종문화회관 M씨어터    |      |
| 2018 | 《사막 속의 흰개미》                 | 윤현숙                | 2018.11.09~2018.11.25 | 세종문화회관 S씨어터    |      |
| 2023 | 《벚꽃 동산》                        | 라넵스카야            | 2023.05.04~2023.05.28 | 국립극단 명동예술극장   |      |
| 2025 | 《헤다 가블러》                      | 테아 엘브스테드       | 2025.05.07~2025.06.08 | LG 아트센터 서울        |      |

### 뮤지컬
| 연도 | 제목              | 역할   | 기간                  | 장소                 | 비고 |
| ---- | ----------------- | ------ | --------------------- | -------------------- | ---- |
| 2006 | 《인당수 사랑가》 | 뺑덕네 | 2006.11.02~2006.12.10 | 극장 아룽구지 소극장 |      |

## 수상 및 후보
| 연도 | 시상식             | 부문              | 작품                               | 결과 |
| ---- | ------------------ | ----------------- | ---------------------------------- | ---- |
| 2014 | 제50회 동아연극상  | 유인촌 신인연기상 | 빈칸                               | 수상 |
| 2019 | SBS 연기대상       | 팀부문 조연상     | 《열혈사제》                       | 수상 |
| 2022 | 에이판 스타 어워즈 | 여자 연기상       | 《안나》, 《이상한 변호사 우영우》 | 수상 |